# Stiphodon martenstyni
Stiphodon martenstyni är en fiskart som beskrevs av Watson, 1998. Stiphodon martenstyni ingår i släktet Stiphodon och familjen smörbultsfiskar. Inga underarter finns listade i Catalogue of Life.